# 臺南州立耕地防風林試驗場
23°34′26″N 120°17′32″E / 23.573888°N 120.292164°E臺南州立耕地防風林試驗場，為臺灣日治時期一個耕地防風林試驗機構，於1939年設在北港街樹子腳，其原址位於北港兒十一公園。臺南州立耕地防風林試驗場在戰後分別由農委會林務局和農委會林業試驗所使用，1993年遷至雲林縣四湖鄉另設「四湖研究站」。

## 介紹
台灣西部沿海地區在冬季的強烈東北季風常會對農作物造成影響，在1931年10月，在臺南州虎尾郡與北港郡的海岸地區甚至發生過半農作物枯死的情況。且其吹拂的風砂會造成砂眼感染，並造成其他眼部疾患，嚴重會導致失明，當時虎尾郡與北港郡的砂眼患者比率甚至達到96%。北港郡自1927年即開始設置耕地防風林，1930年，臺南州實行耕地防風林設置獎勵，開始有計畫地設置防風林，主要樹種為木麻黃與福木。1939年5月，設置臺南州立耕地防風林試驗場於北港街樹子腳466-4番地。
臺南州立耕地防風林試驗場在二戰後由台南區農業改良場代管，1953年改由林務局管轄，1968年併入林業試驗所的中埔研究中心。後因土地與北港農會的租約到期，且空間漸不敷使用，林業試驗所遂於1993年在雲林縣四湖鄉的濱海地區設立林業試驗所中埔研究中心四湖研究站，仍從事海岸防風林的研究，並設有四湖海岸植物園，為台灣西部的濱海型植物園，占地22公頃。

## 歷屆場長
- 塚本一郎
- 高野武和賀
- 木下二
- 新山清吉